# Mount Andromeda (Südliche Sandwichinseln)
Mount Andromeda ist ein 550 m hoher Berg auf Candlemas Island im Archipel der Südlichen Sandwichinseln. Er ist der höhere und südlichere zweier Eisdome (der andere ist Mount Perseus) und die höchste Erhebung der Insel.
Das UK Antarctic Place-Names Committee benannte ihn 1971 nach Andromeda, einer Figur aus der griechischen Mythologie.